# Томас Штрунц
Томас Штрунц (нім. Thomas Strunz, нар. 25 квітня 1968, Дуйсбург) — колишній німецький футболіст, що грав на позиції півзахисника. По завершенні ігрової кар'єри — спортивний функціонер. Відомий, зокрема, виступами за «Баварію», «Штутгарт», а також національну збірну Німеччини.

## Клубна кар'єра
Народився 25 квітня 1968 року в місті Дуйсбург. Вихованець футбольної школи клубу «Дуйсбург». Дорослу футбольну кар'єру розпочав 1986 року в основній команді того ж клубу, в якій провів три сезони, взявши участь у 94 матчах чемпіонату. 
Згодом з 1989 по 1995 рік грав у складі команд клубів «Баварія» та «Штутгарт». Протягом цих років виборов титул чемпіона Німеччини, ставав володарем кубка Німеччини та суперкубка Німеччини.
1995 року повернувся до клубу «Баварія», за який відіграв 6 сезонів.  За цей час додав до переліку своїх трофеїв ще чотири титули чемпіона Німеччини, двічі ставав володарем Кубка Німеччини, володарем Кубка УЄФА, переможцем Ліги чемпіонів УЄФА. Завершив професійну кар'єру футболіста виступами за команду «Баварія» у 2001 році.

## Виступи за збірну
1990 року дебютував в офіційних матчах у складі національної збірної Німеччини. Протягом кар'єри у національній команді, яка тривала 10 років, провів у формі головної команди країни 41 матч, забивши 1 гол.
У складі збірної був учасником чемпіонату світу 1994 року у США, чемпіонату Європи 1996 року в Англії, здобувши того року титул континентального чемпіона.

## Титули і досягнення
«Баварія»:
- Чемпіонат Німеччини
  - Чемпіон (5): 1989–90, 1996–97, 1998–99, 1999–2000, 2000–01
- Кубок Німеччини
  - Володар (2): 1997–98, 1999–00
  - Фіналіст (1): 1998–99
- Кубок німецької ліги
  - Володар (4): 1997, 1998, 1999, 2000
- Суперкубок Німеччини
  - Володар (1): 1990
- Ліга чемпіонів УЄФА
  - Фіналіст (1): 1998–99
- Кубок УЄФА
  - Володар (1): 1995–96

 «Штутгарт»:
- Суперкубок Німеччини
  - Володар (1): 1992

 Збірна Німеччини:
- Чемпіонат Європи
  - Чемпіон (1): 1996